# Wasserschloss Binzburg
Das Wasserschloss Binzburg, einfach nur Binzburg oder Bintzburg genannt, ist eine abgegangene Wasserburg, die auf dem sogenannten „Binzbuckel“ im Westen von Hofweier, einem heutigen Ortsteil der Gemeinde Hohberg im Ortenaukreis in Baden-Württemberg vermutet wird.
Die Burg wurde von Wilhelm Hummel von Staufenberg vor 1438 errichtet. 1472 erwarb Ritter Bernhard von Bach von den Hummel von Staufenberg mit dem anderen Ortsteil die Burg. Die Burg war im 17. Jahrhundert verfallen und wurde im 18. Jahrhundert abgetragen. Von der ehemaligen nicht mehr genau lokalisierbaren Burganlage ist nichts erhalten.
Siehe auch: Wasserschloss Hofweier